# Fiesta del Sol
Het Fiesta del Sol was een driedaags muziek- en theaterfestival in de binnenstad van Eindhoven.
In 1981 werd de eerste editie georganiseerd. De programmering bestond met name uit exotische muziek en (straat)theater. In 2008 trok het festival een recordaantal van 200.000 bezoekers.
Desondanks vond het festival in 2010 voor het laatst plaats, nadat het in 2009 al niet doorgegaan was.